# Hahnbach
Hahnbach település Németországban, azon belül Bajorországban. Lakosainak száma 5028 fő (2023. december 31.).

## Népesség
A település népessége az elmúlt években az alábbi módon változott:
| Lakosok száma | 845  | 1430 | 4140 | 4594 | 4882 | 4875 | 4924 | 4921 | 4971 | 5028 |
|               | 1875 | 1950 | 1975 | 1987 | 2012 | 2014 | 2016 | 2017 | 2021 | 2023 |